# William L. Stefanov
William L. Stefanov (* in Webster, Massachusetts) ist ein US-amerikanischer Geowissenschaftler und Fachautor. Stefanov arbeitet als Senior Geoscientist am Image Science and Analysis Laboratory des NASA Johnson Space Center.

## Leben
Stefanov studierte Geowissenschaften an der University of Massachusetts in Lowell, wo er den Bachelor erwarb, und dann an der Arizona State University, die er mit dem Master of Science über physikalische Vulkanologie und magmatische Petrologie und dem Ph.D. mit den Themen Geomorphologie, Infrarot-Fernerkundung, Labor-Spektroskopie abschloss.
Seine wissenschaftlichen Interessen- und Spezialgebiete sind Geologie, GIS/Fernerkundung und Hydrologie.
William Stefanov schult die Astronauten der International Space Station in Geowissenschaften und führt wissenschaftliche Vorhaben auf dem Gebiet der Fernerkundung durch. Seine Forschungen umfassen die Nutzung, Auswertung und Weiterentwicklung von Satellitenaufnahmen und besonders Kameraaufnahmen aus der ISS im Bereich des sichtbaren Lichts und im Mikrowellenbereich. Die Themenbereiche umfassen urbane Systeme, Naturkatastrophen, Klimatologie und Ökologie. Beteiligt ist er auch an der technischen Überwachung der Space Shuttle im All als Mitglied des Integrated Analysis Team. Dabei geht es z. B. darum, im All die Oberfläche des Shuttle auf Beschädigungen zu untersuchen.